# Uhličitan stříbrný
Uhličitan stříbrný je chemická sloučenina se vzorcem Ag2CO3. Uhličitan stříbrný je žlutý, ale typické vzorky jsou šedavé vzhledem k přítomnosti elementárního stříbra. Je špatně rozpustný ve vodě, jako většina uhličitanů přechodných kovů.

## Příprava
Uhličitan stříbrný lze snadno připravit smícháním vodných roztoků uhličitanu sodného s nedostatkem dusičnanu stříbrného. Čerstvě připravený uhličitan stříbrný je bezbarvý, ale jako pevná látka rychle mění barvu na žlutou. Reaguje s amoniakem za vzniku fulminátu stříbrného. Při reakci s kyselinou fluorovodíkovou vzniká fluorid stříbrný.

## Použití
Hlavní využití uhličitanu stříbrného je v mikroelektronice pro výrobu stříbrného prášku. Je redukován formaldehydem, přičemž se vytváří stříbro bez alkalických kovů.
Ag2CO3 + CH2O → 2 Ag + 2 CO2 + H2
Používá se jako činidlo v organické syntéze jako součást Koenigsovy–Knorrovy reakce.